# Baktüttös
Baktüttös is een plaats (község) en gemeente in het Hongaarse comitaat Zala. Baktüttös telt 364 inwoners (2001).